# Vélodrome urbain sur route

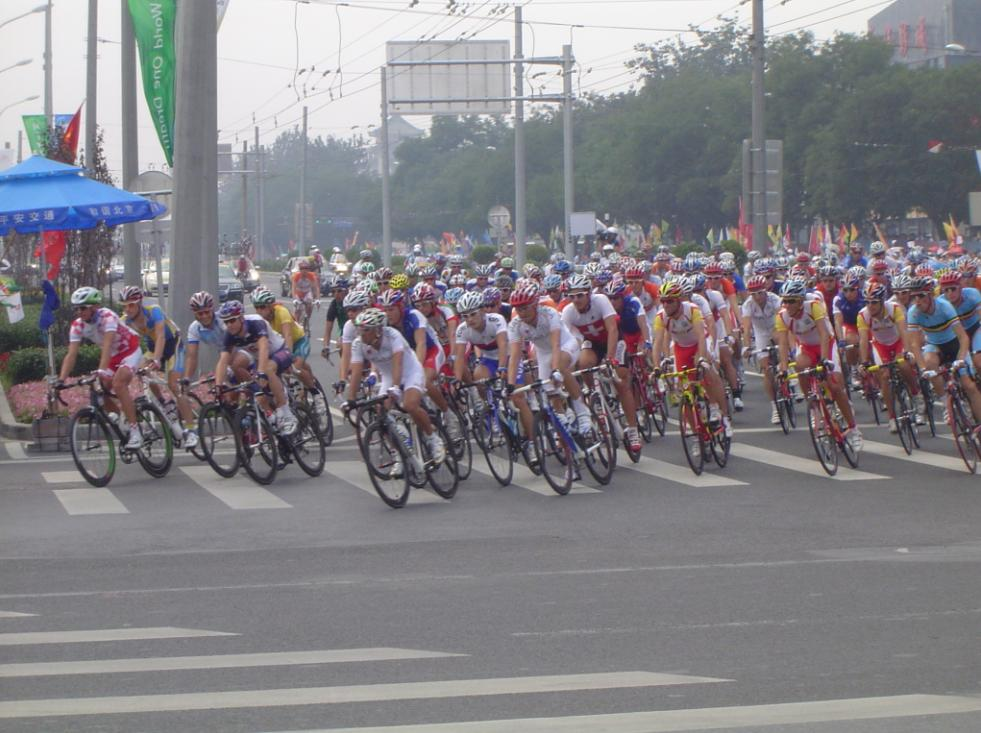
Une course sur le vélodrome aux JO de 2008

Le Vélodrome urbain sur route (en chinois : 公路自行车赛场) était l'un des 8 sites temporaires utilisés durant les Jeux olympiques d'été de 2008 de Pékin, en Chine.
Le circuit débutait au nord de Yongdingmen dans le District de Chongwen et se terminait à Juyong Pass dans le District de Changping.